# ويليام إدوارد كوزينز
ويليام إدوارد كوزينز (بالإنجليزية: William Edward Cousins)‏ هو كاهن كاثوليكي أمريكي، ولد في 20 أغسطس 1902 في شيكاغو في الولايات المتحدة، وتوفي في 14 سبتمبر 1988 في ميلواكي في الولايات المتحدة.

## وصلات خارجية
- ويليام إدوارد كوزينز على موقع إن إن دي بي (الإنجليزية)